# Edward Hardwicke
Edward Hardwicke (Londres, 7 de agosto de 1932 - 16 de maio de 2011) foi um ator inglês.